# Points et parties remarquables de la frontière d'un convexe
Face à un polyèdre convexe de l'espace de dimension 3, qu'il soit familier comme un cube ou plus compliqué, on sait spontanément reconnaître les points où le convexe est « pointu », ses sommets, puis subdiviser les points restants entre points des arêtes et points des faces.
Cet article présente quelques définitions qui étendent ces concepts aux ensembles convexes généraux, de dimension quelconque, à la frontière éventuellement incurvée. Une de ces généralisations, le concept de sommet, correspond à l'intuition que l'on peut avoir de cette notion sur un cube (les points d'une sphère ne seront pas des sommets de la boule qu'elle limite). Les points extrémaux peuvent pour leur part être plus nombreux, suffisamment pour permettre de reconstituer tout le convexe par leur enveloppe convexe, et ce même si sa forme est lisse (ainsi tous les points de la frontière d'une boule sont extrémaux).
Après avoir énuméré trois généralisations des sommets d'un cube, l'article présente deux variantes de la hiérarchie sommet-arête-face qui coïncident pour les polyèdres convexes.

## Les points extrémaux

### Définition

Les points extrémaux d'une forme convexe plane

Soit {\displaystyle C} un convexe et {\displaystyle c} un point de {\displaystyle C}. On dit que {\displaystyle c} est un point extrémal de {\displaystyle C} lorsque {\displaystyle C\setminus \{c\}} est encore convexe.
L'ensemble des points extrémaux d'un convexe fermé peut ne pas être fermé, même si l'intuition peut être trompeuse à cause du résultat suivant, qui devient faux à partir de la dimension {\displaystyle 3} :
Proposition — Si {\displaystyle C} est un convexe fermé de dimension {\displaystyle 2}, l'ensemble de ses points extrémaux est fermé.

### Les théorèmes de Minkowski  et Krein-Milman
Ce théorème, dû à Hermann Minkowski, permet de reconstituer tout le convexe à partir de ses seuls points extrémaux :
Théorème — Tout convexe compact d'un espace affine de dimension finie est enveloppe convexe de l'ensemble de ses points extrémaux.
La démonstration n'est pas très longue, l'outil essentiel étant le théorème d'existence d'un hyperplan d'appui en tout point de la frontière d'un convexe.
Il peut être généralisé à certains espaces de dimension infinie, à condition d'appliquer in fine l'opérateur de fermeture à l'enveloppe convexe. Ce type d'extension à l'analyse fonctionnelle remonte à 1940 et est l'œuvre des mathématiciens Mark Krein et David Milman.
Théorème — Tout convexe compact d'un espace localement convexe séparé est l'adhérence de l'enveloppe convexe  de l'ensemble de ses points extrémaux.

## Une classe particulière de points extrémaux: les points exposés

Les points exposés du même convexe. On remarque la situation du point, extrémal mais pas exposé

Soit {\displaystyle C} un convexe et {\displaystyle c} un point de {\displaystyle C}. On dit que {\displaystyle c} est un point exposé de {\displaystyle C} lorsqu'il existe un hyperplan d'appui {\displaystyle H} de {\displaystyle C} vérifiant : {\displaystyle H\cap C=\{c\}}.
L'énoncé suivant est quasi évident, mais sa réciproque est fausse, dès la dimension 2 :
Proposition — Tout point exposé est extrémal.
En effet si {\displaystyle c} est exposé de {\displaystyle C}, on peut écrire {\displaystyle C\setminus \{c\}=C\cap R} pour {\displaystyle R} l'un des demi-espaces ouverts délimités par {\displaystyle H}, d'où la convexité de {\displaystyle C\setminus \{c\}} comme intersection de convexes.
On dispose toutefois, à défaut de réciproque, de l'information suivante (c'est un théorème dû à S. Straszewicz et remontant à 1935) :
Théorème — Dans un convexe fermé en dimension finie, tout point extrémal est limite de points exposés.

## Une classe particulière de points exposés: les sommets

Dans notre exemple, il n'y a que trois sommets

Dans cette section, on travaille exclusivement en dimension finie.

### Définition et comparaison avec les points exposés
Soit {\displaystyle C} un convexe et {\displaystyle c} un point de {\displaystyle C}. On dit que {\displaystyle c} est un sommet de {\displaystyle C} lorsque {\displaystyle c} est sur la frontière de {\displaystyle C} et l'intersection des hyperplans d'appui à {\displaystyle C} au point {\displaystyle c} est réduite à {\displaystyle \{c\}}.
Proposition — Dans un convexe (en dimension finie), tout sommet est un point exposé.

### L'ensemble des sommets est au plus dénombrable
Proposition — Un convexe (en dimension finie) possède un ensemble de sommets au plus dénombrable.

## Contextualisations
On prendra garde de ce que le mot « face » n'a pas ici la signification qu'il a dans l'étude des polyèdres traditionnels dans l'espace de dimension 3, celui des éléments plans les bordant. Ici les « faces » vont pouvoir avoir toutes les dimensions, y compris 0 ou 1. Tant les sommets, les arêtes que les « faces » habituelles d'un cube ou d'un tétraèdre seront des faces au sens des définitions qui suivent.

### Contextualisation des points exposés: les faces exposées
On va ici commencer par l'extension du concept de « sommets exposés » bien que ce ne soit pas la plus utile, mais parce qu'elle est la plus facile à définir et visualiser : on appelle face exposée d'un convexe {\displaystyle C} tout ensemble de la forme {\displaystyle H\cap C}, où {\displaystyle H} est un hyperplan d'appui de {\displaystyle C}.
La remarque suivante est alors tautologique :
Remarque — Un point {\displaystyle c} d'un convexe {\displaystyle C} est exposé si et seulement si {\displaystyle \{c\}} est une face exposée de {\displaystyle C}.
Les faces exposées de {\displaystyle C} couvrent toute sa frontière puisqu'il passe un hyperplan d'appui au moins en chaque point de celle-ci.

### Contextualisation des points extrémaux: les faces
De même que les points exposés sont les faces exposées de dimension zéro, les points extrémaux sont les faces de dimension zéro où « faces » est défini comme suit :
Une partie {\displaystyle F} d'un convexe {\displaystyle C} est dite une face de {\displaystyle C} lorsque {\displaystyle F} est un convexe non vide ayant la propriété suivante : si un segment ouvert {\displaystyle ]x,y[} tracé dans {\displaystyle C} rencontre {\displaystyle F}, alors tout le segment fermé {\displaystyle [x,y]} est inclus dans {\displaystyle F}.
Les deux énoncés qui suivent sont de vérification quasi immédiate, le second se vérifiant de la même façon qu'on a vérifié que les points exposés étaient extrémaux :
Proposition — Un point {\displaystyle c} d'un convexe {\displaystyle C} est extrémal si et seulement si {\displaystyle \{c\}} est une face de {\displaystyle C}.
Proposition — Les faces exposées sont des faces.
Vu ce deuxième énoncé, les faces de {\displaystyle C} (autres que {\displaystyle C} tout entier qui est l'unique face de dimension maximale) couvrent donc toute la frontière de {\displaystyle C}.
La réciproque n'en est pas vraie (puisqu'il existe des points extrémaux qui ne sont pas exposés, ils donnent aussitôt un exemple de faces qui ne sont pas des faces exposées), avec toutefois une exception pour les faces de codimension 1, qu'on appelle parfois des facettes :
Proposition — Soit {\displaystyle C} convexe de dimension finie {\displaystyle d}. Toute face de {\displaystyle C} de dimension {\displaystyle d-1} est exposée.
Contrairement aux faces exposées, les faces s'organisent d'une manière hiérarchique particulièrement agréable, comme l'expriment les deux énoncés qui suivent :
Proposition — Si {\displaystyle F} est une face de {\displaystyle C} et {\displaystyle F_{1}} une face de {\displaystyle F}, alors {\displaystyle F_{1}} est une face de {\displaystyle C}.
Proposition — Si {\displaystyle C} est un convexe de dimension finie, les intérieurs relatifs des faces de {\displaystyle C} forment une partition de celui-ci.

### Contextualisation des sommets: le classement des points de la frontière selon leur ordre
En dimension finie, on vient de voir qu'à chaque point de la frontière pouvait être associée une sorte de « dimension », celle de l'unique intérieur relatif de face à laquelle il appartient.
Il y a une deuxième façon de procéder pour associer à chaque point de la frontière d'un convexe de dimension d'un entier compris entre {\displaystyle 0} et {\displaystyle d-1}, apparentée à la définition des « sommets ».
Pour {\displaystyle C} convexe de dimension finie et {\displaystyle c} point de la frontière de {\displaystyle C}. On appelle ordre de {\displaystyle c} la dimension de l'intersection des hyperplans d'appui à {\displaystyle C} en {\displaystyle c}.
Ainsi les sommets sont les points d'ordre nul.
L'exemple très simple d'un disque du plan montre bien que cette notion ne recoupe pas la précédente : sur le cercle qui le borde, tous les points sont extrémaux, donc chaque singleton est à lui seul une face : par la division en faces, on associerait à chaque point l'entier {\displaystyle 0}. En revanche, il y a une droite d'appui unique en chaque point, et l'ordre est donc partout égal à {\displaystyle 1}.

## Le cas des polyèdres convexes
Les trois notions dont cet article a fait une présentation parallèle coïncident dans le cas particulier important des polyèdres convexes (qu'on définira comme dans l'article Polytope comme étant les intersections d'un nombre fini de demi-espaces dans un espace affine de dimension finie).
Pour ce cas particulier :
Proposition — Dans un polyèdre convexe,
- toute face de la frontière est exposée ;

- l'ordre de chaque point de la frontière est égal à la dimension de l'unique intérieur relatif de face auquel il appartient.

En particulier il y a identité de l'ensemble des sommets et de celui des points extrémaux. Pour un polyèdre convexe compact, le théorème de Minkowski peut donc aussi être énoncé comme assurant qu'il est enveloppe convexe de l'ensemble de ses sommets.
Quelques autres informations relatives à la division en faces d'un polyèdre convexe, qu'on démontre concurremment à la proposition précédente, méritent d'être signalées dans ce rapide survol. Rappelons qu'on appelle facettes d'un convexe de dimension {\displaystyle d} ses faces de dimension {\displaystyle d-1} :
Proposition — Dans un polyèdre convexe {\displaystyle C},
- les facettes sont en nombre fini et couvrent toute la frontière relative, ce sont elles-mêmes des polyèdres convexes ;

- toute face propre de {\displaystyle C} est elle-même face d'une facette de {\displaystyle C}.

Une conséquence est qu'on obtient toutes les faces propres en considérant les facettes, puis les facettes des facettes, etc. Les faces sont donc en nombre fini, et en particulier les sommets : tout polyèdre convexe compact est donc l'enveloppe convexe d'un nombre fini de points.